# 4796 Lewis
4796 Lewis è un asteroide della fascia principale. Scoperto nel 1989, presenta un'orbita caratterizzata da un semiasse maggiore pari a 2,3557513 UA e da un'eccentricità di 0,1800397, inclinata di 2,27218° rispetto all'eclittica.